# Гисли Эййоульфссон
Гисли Эййоульфссон (исл. Gísli Eyjólfsson; род. 31 мая 1994, Коупавогюр, Хёвюдборгарсвайдид) — исландский футболист, полузащитник шведского «Хальмстада».

## Клубная карьера
Является воспитанником «Брейдаблика». В 2012 и 2013 годах на правах аренды выступал за «Эйгнаблик» в третьем дивизионе, а в 2014 году также на правах аренды за «Хёйкар» из первого дивизиона. 13 июля 2015 года дебютировал за «Брейдаблик» в чемпионате Исландии в игре с «Фьёльниром», выйдя на замену в конце второго тайма. В 2016 году на правах аренды выступал за «Викингур» из Оулафсвика. В начале 2019 года на правах аренды перешёл в шведский «Мьельбю». За шведский клуб провёл 10 матчей и летом того же года покинул клуб и вернулся в «Брейдаблик». В общей сложности за родной клуб провёл 156 игр в высшем дивизионе и забил 31 мяч.
6 февраля 2024 года перешёл в шведский «Хальмстад», с которым заключил трёхлетний контракт. Первую игру за новую команду провёл 18 февраля в матче кубка страны с «Хельсингборгом». 21 апреля в игре с «Броммапойкарной» дебютировал в чемпионате Швеции, появившись на поле в середине второго тайма вместо Юэля Алланссона.

## Карьера в сборной
В мае 2021 года впервые был вызван в национальную сборную Исландии на товарищеские матчи с Мексикой, Фарерами и Польшей. Дебютировал за сборную 30 мая в игре с мексиканцами, появившись на поле в середине второго тайма.

## Достижения
Брейдаблик:
- Чемпионат Исландии: 2022
- Серебряный призёр чемпионата Исландии (4): 2015, 2018, 2019, 2021
- Финалист кубка Исландии: 2018
- Обладатель суперкубка Исландии: 2023

## Статистика в сборной
| Матчи и голы Гисли Эййоульфссон за национальную сборную Исландии | Матчи и голы Гисли Эййоульфссон за национальную сборную Исландии | Матчи и голы Гисли Эййоульфссон за национальную сборную Исландии | Матчи и голы Гисли Эййоульфссон за национальную сборную Исландии | Матчи и голы Гисли Эййоульфссон за национальную сборную Исландии | Матчи и голы Гисли Эййоульфссон за национальную сборную Исландии |
| №                                                                | Дата                                                             | Оппонент                                                         | Счёт                                                             | Голы                                                             | Соревнование                                                     |
| ---------------------------------------------------------------- | ---------------------------------------------------------------- | ---------------------------------------------------------------- | ---------------------------------------------------------------- | ---------------------------------------------------------------- | ---------------------------------------------------------------- |
| 1                                                                | 30 мая 2021                                                      | Мексика                                                          | 1:2                                                              | 0                                                                | Товарищеский матч                                                |
| 2                                                                | 8 июня 2021                                                      | Польша                                                           | 2:2                                                              | 0                                                                | Товарищеский матч                                                |
| 3                                                                | 12 января 2022                                                   | Уганда                                                           | 1:1                                                              | 0                                                                | Товарищеский матч                                                |
| 4                                                                | 15 января 2022                                                   | Республика Корея                                                 | 1:5                                                              | 0                                                                | Товарищеский матч                                                |

Итого:4 матча и 0 голов; 0 побед, 2 ничьих, 2 поражения.